# Cebus leucocephalus
Cebus leucocephalus  (лат.) — вид приматов семейства цепкохвостых обезьян, обитающих в Южной Америке.

## Классификация
Ранее считался подвидом белолобого капуцина. В 2013 году поднят до ранга вида основываясь на данных генетического анализа (Boubli, 2012)

## Описание
Длина тела взрослого животного от 37 до 40,7 см, длина хвоста от 39,2 до 49,9 см.

## Распространение
Встречается в лесах на северной Колумбии и Венесуэлы.